# Hipparchia montana
Hipparchia montana är en fjärilsart som beskrevs av Jules Leon Austaut 1905. Hipparchia montana ingår i släktet Hipparchia och familjen praktfjärilar. Inga underarter finns listade i Catalogue of Life.